# 浙赣铁路
沪昆线浙赣段原为浙赣铁路，2006年12月31日18时起与沪杭铁路、湘黔铁路、贵昆铁路合并为沪昆铁路；是中华人民共和国一条曾经从浙江杭州通往湖南株洲的客货共运铁路，目前实际里程全长911.5公里，共有70个车站，是国家 I 级铁路干线，最高设计时速为200KM/H。尽管浙赣铁路的终点位于湖南省境内，但是由于铁路历史上分段建设的原因，而且大部分路段均位于浙江省和江西省境内，因此命名为“浙赣线”。
尽管浙赣铁路现已成为沪昆铁路的一部分，不过在民间仍会使用“浙赣铁路”这个名称。

## 建设

### 株萍段
浙赣铁路最早建设的路段是株洲至萍乡段，当时称株萍铁路，始建于1899年，耗资白银450万两，是清廷为对外运输萍乡的煤炭资源而修建，因修建芦汉铁路和粤汉铁路所需的钢铁，均需萍乡出产的焦煤给汉阳铁厂熔铸。光绪二十四年（1898年），煤矿总办张赞宸请示铁路督办大臣盛宣怀，谓矿苗虽旺，运输困难，拟由黄家湾至长潭筑一轻便铁道，以便运输。奉批，准予即办，于是筹办黄长铁路。同年2月宣怀以运煤建路各事咨商江西巡抚，拟由萍乡筑路至醛陵双江口，后经张赞宸勘估，请改旧议直达醴陵南门外与计划兴建的湘粤路衔接。由宣怀会同湖广总督奏准，于是改办萍醴铁路。:9-10
光绪二十四年（1898年）十二月筹办，1899年6月动工，萍醴段光绪二十五年（1899）八月四日开工，二十九年（1903）六月二十八日萍醴段铁路竣工，七月初一通火车；醴株段自二十九年七月初一动工，至三十一（1905）年十月二十九日竣工，十一月十六日通车；:10在湖南醴陵阳三石设萍潭铁路管理局，1928年10月撤销株萍铁路局，全线划给粤汉铁路湘鄂段管理局。:341

### 杭江段

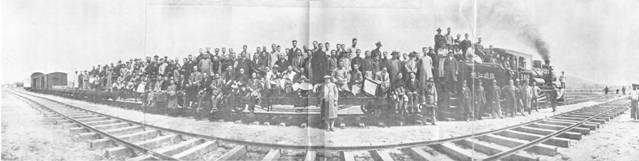
杭江铁路通车仪式

1908年，运营沪杭甬铁路的浙江铁路公司开始勘测由杭州至江西的铁路选线，并向江西铁路公司“从速筹议”，还发表了《杭衢路劝股说帖》。但由于1911年辛亥革命爆发，项目被无限搁置。
民国18年（1929年）2月，以张静江为首的浙江省政府官员为发展当时较为落后浙江南部和西部的地区经济，决定自行筹款修筑自杭州钱塘江经浙赣两省省界江山縣至江西省玉山的轻便铁路杭江铁路。
在杭江铁路的修建过程中，因资金匮乏采用分段修筑、分段通车的方式。工程先期修建杭州至兰溪段，原计划采用从闸口站起、沿钱塘江左岸逆流而上的江北线方案。后由于兰江水深江阔、铁路沿途均为崇山峻岭，以当时的条件难以修建；因此浙赣线改从杭州南岸萧山西兴镇钱塘江畔与沪杭甬铁路公用的江边码头车站（现位于长河街道江二社区），利用原有计划的杭诸兰铁路、经诸暨、义乌、金华的江南线方案。1929年9月杭兰段动工，1932年3月6日通车。
杭兰段通车后带来的良好效益使得当时浙江省政府续修铁路的热情大为提高，并决定继续修建金华至玉山段。为筹措经费，浙江省政府除了拨给和发行公债外，还出售了杭州电厂、并动用庚子赔款中的部分款项。1932年11月动工，1933年11月30日竣工，1933年12月28日在金华站举行通车典礼；1934年1月杭江铁路正式通车。随之建起了玉山站和玉山车房（机务段）。
为使沪杭甬、浙赣、粤汉铁路接轨联运，铁路局对杭玉铁路进行了改造，将其更新为重轨，并抽换枕木16万根，改造桥梁68座，加固桥梁16座。株洲至萍乡段铁路由铁道部交给浙赣铁路局接管，并由铁道部备款，改良线路40公里。

### 玉萍段以及整合
杭江铁路建成通车后，由浙赣两省政府、铁道部及银行，联合组建“浙赣铁路联合公司”，下设浙赣铁路局，杜镇远出任工程局局长兼总工程师，继续向西建设连接杭江铁路的玉山和株萍铁路的萍乡，即玉萍鐵路。在民國23年（1934年）5月18日，制定了13條《民國二十三年玉萍鐵路公債條例》，同年5月25日公布。玉山至南昌段修筑时工人牺牲相当大，1934年至1936年间，筑路工人死于战乱、水灾、疫病者达两千多人。玉南段于1936年建成通车，同时民国政府铁道部将株萍铁路的管辖权从粤汉铁路划出，转归于浙赣铁路局，株萍铁路便合并进浙赣铁路。1937年9月，玉萍鐵路与株萍铁路接轨，至此，上述三段铁路合并成浙赣铁路，并全线建成通车，当时全长1008公里(包括支线)。从杭江铁路开工之日起，历时4年零3个月，耗资5000万元，此为中国完全凭借中国资金与中国技术建成的首条长达千里的铁路。由于建成初期浙赣铁路因绕经南昌，玉萍铁路玉山至南昌段和南昌至萍乡段在南昌市南部的向塘站会合向北连接到南昌站，所以浙赣铁路曾非正式地分开两段被称为湘赣线（长沙-南昌）和浙赣线（杭州-南昌）。
玉萍鐵路公債條例至民國62年（1973年）5月22日，才由中華民國立法院通過停止適用，同年6月5日公布。

### 浙赣铁路开通对于1937年淞沪抗战的影响
1937年9月26日钱塘江大桥铁路层建成，浙赣铁路杭州端终点也移至杭州閘口（今已被并入南星桥站），与沪杭铁路接轨。当时正处在8月开始的淞沪抗战最激烈时期。浙赣铁路和钱塘江大桥（铁路桥）的开通，一下子打通了横贯千里连接湖南、江西、浙江三省的铁路交通。这有效支援了中国军队从后方的紧急调动和战时物资传输。因而反应在1937年10月的上海，中国军队对抗日本的拉锯战基本上能打个平手。随后11月份日军在金山卫登陆后，浙赣铁路为当时的政府机关、工厂实业、民众和大中小学撤退和西迁（比如国立浙江大学）赢得时间。这有助于保存抗日实力，从而能继续坚持抵抗侵略。

## 改造
路线原本為單线，复线改造于1975年开始，因包括资金短缺等原因而导致工程初期进度缓慢，至1985年仅完成49.9公里，醴陵口更成为全路最紧张的限制口之一，其后因“中取华东”计划需要而加快工程步伐，1993年完成一半路线，至1995年12月25日終於全线改造完成。1997年12月8日，浙赣线自动闭塞系统全线开通。
2003年10月，国家发改委批复立项浙赣线电气化提速改造工程，作为中国第十一个五年计划（十一五）中的重点铁路工程之一，总投资97亿元人民币。工程于同年年底开始，目标是提高列车的运行速度和通行能力，对部分弯道太多、坡度太大的区段进行截弯取直或建设新线，设计速度为200公里/小时，改造工程中有34个车站被撤销关闭，并启用了先进的调度集中系统（CTC）以进行遥距列车调度。至2006年9月15日完成工程并开通。另外，提速改造后的列车速度大为提高，为保障铁路运输安全，浙赣铁路沿线也安装了防护栏，实行全封闭管理。
在2006年8月13日梁家渡至潭岗直通线特大桥线路启用后，浙赣铁路不再绕经向塘西站。
另外為配合浙贛鐵路電氣化提速改造工程完成和實施新里程計算，由2006年7月5日至2006年12月31日間，浙赣线杭州方向起點由杭州站移至笕桥站，并改经杭州东站和钱江二桥至白鹿塘站，而由笕桥站以南经杭州站、南星桥站、钱塘江大桥（钱江一桥）、长河站、萧山西站至白鹿塘站的线路改称“浙赣绕行线”。2006年9月15日，浙赣线电气化改造全线完工，启用电力机车，时速可达160－200公里。由于浙赣线电气化改造中对原有线路（見向潭線和向梁線）进行了取直并新建了部分区段的线路，使得浙赣线的里程缩短到了911.5公里，因此自2006年10月20日起，浙赣线正式采用新的里程，然而计价里程并不变。2006年12月31日18时起，浙赣铁路与沪杭铁路、湘黔铁路、贵昆铁路合并为沪昆铁路，而浙贛繞行線亦改稱滬昆繞行線。
浙赣线提速改造后封闭浦阳站、直埠站、红门站、外陈站、安华站、苏溪站、官塘站、孝顺站、古方站、湖镇站、安仁站、廿里街站、下镇站、沙溪站、罗桥站、九都站、朱家坑站、河潭埠站（老）、刘家站、杨溪站、寺前站、下埠集站、张王庙站、小港口站、拖船埠站、新居站、昌傅站、水西站、界水站、下浦站、王华站、宣风站、老关站、板杉铺站等34个车站。醴陵南站改为支线车站。
随着2007年4月18日铁道部实施第六次大面积提速，浙赣段上的城际列车开始使用CRH和谐号动车组。除去枢纽及若干车站前后外，近85%的线路均满足200km/h开行。但由于温州动车事故，于2011年8月28日降速至160km/h。直至2014年12月14日杭长高铁全线通车后，不再开行图定动车组列车。2019年5月1日，浙赣段首次开行动力集中式动车组列车。

## 图集

浙赣铁路向塘枢纽示意图
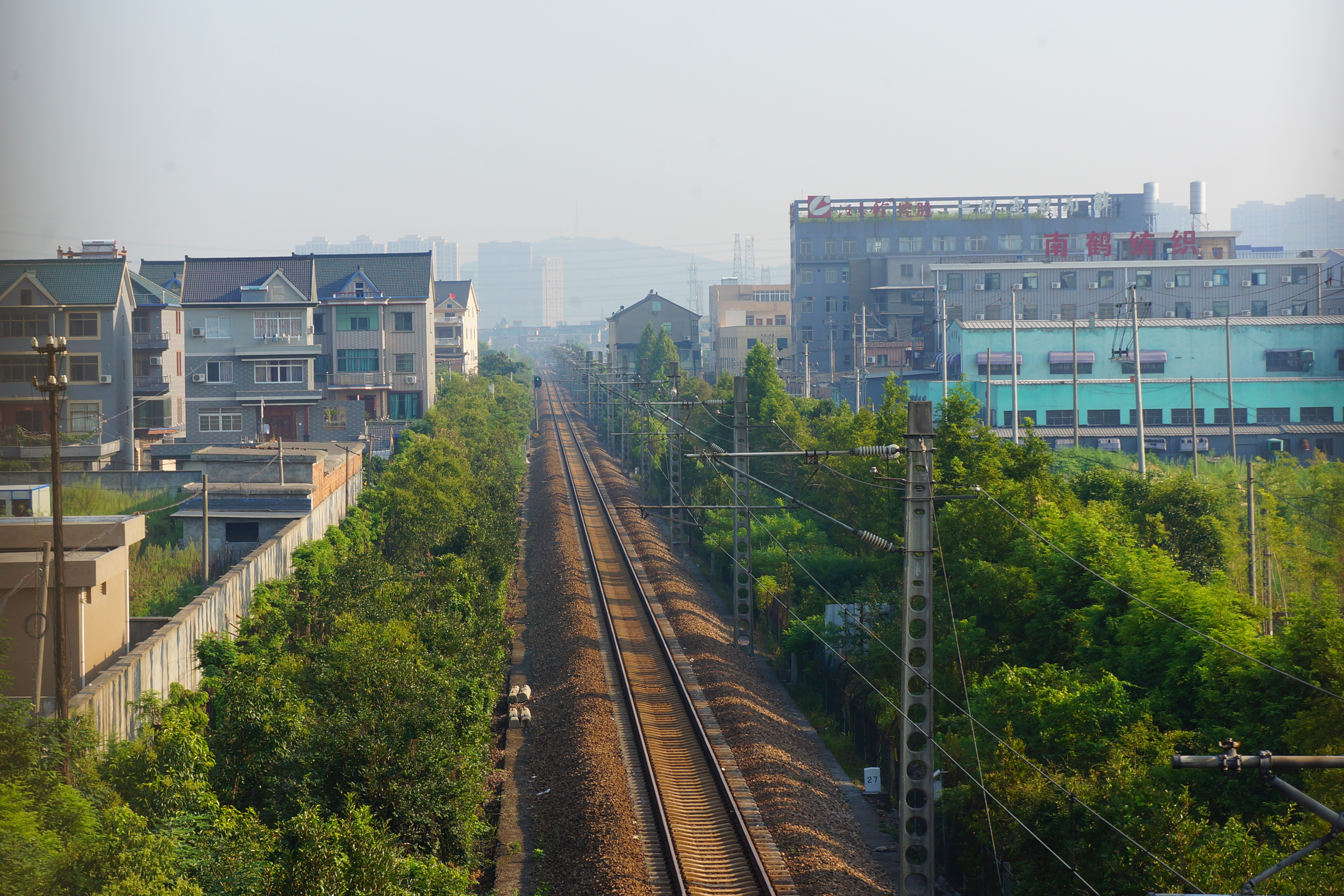
2006年7月5日开始，杭州站至白鹿塘站区间线路改名为浙赣绕行线。线路合并为沪昆铁路后，改称沪昆绕行线
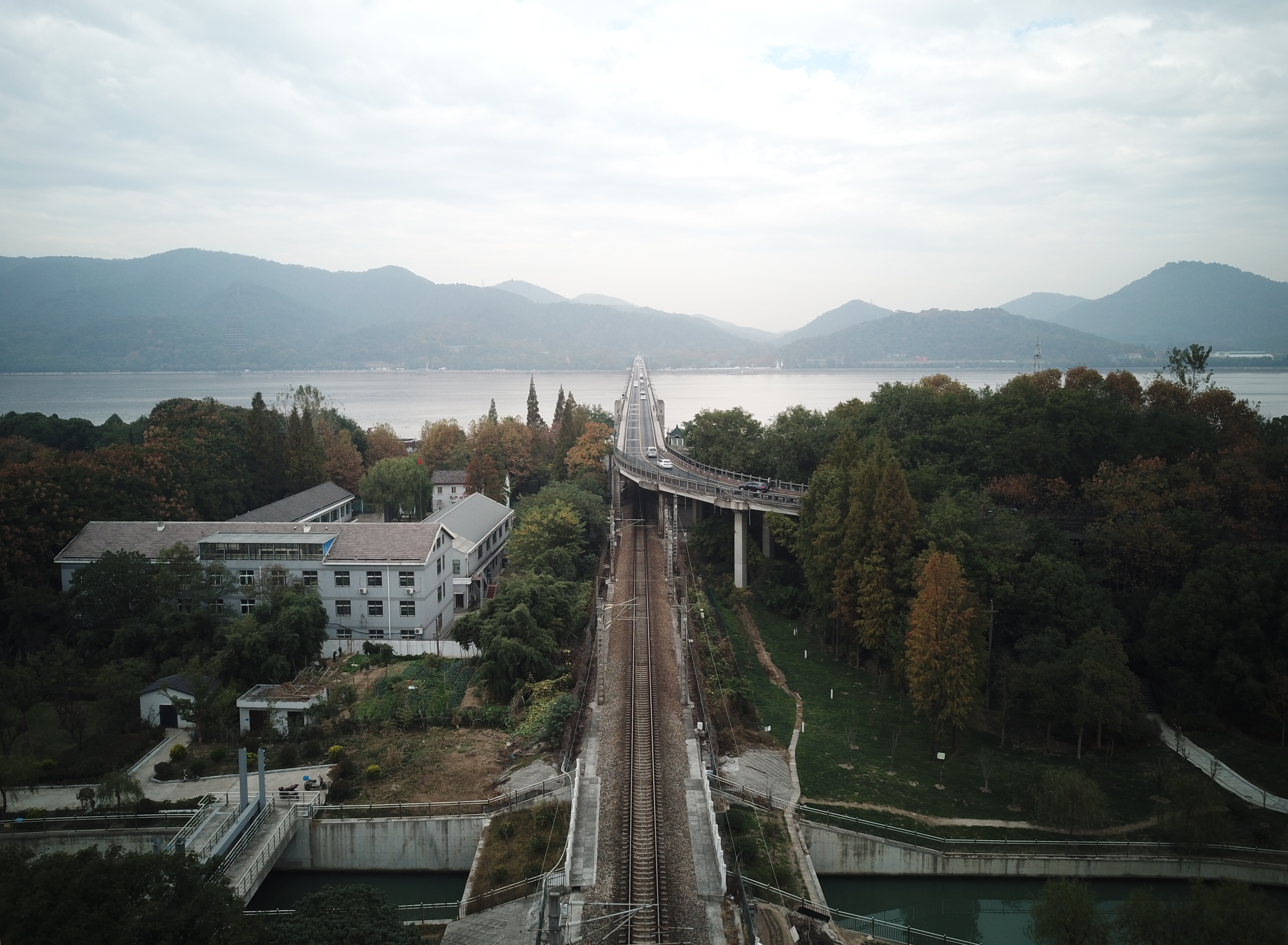
钱塘江大桥南端